# M41 (silnice)
Silnice M41, známější pod názvem Pamírská dálnice (rusky Памирский тракт, Pamirskij trakt), je silnice skrz pohoří Pamír obsluhující tádžickou autonomní provincii Horský Badachšán. Byla postavena v roce 1932. Trasa této cesty byla ve středověku jednou z bočních větví Hedvábné stezky (spojující Středomoří s východní Asií).
Začíná v afghánském Mazár-e Šarífu, pokračuje do uzbeckého města Termez, dále vede do tádžického hlavního města Dušanbe, zde se stáčí do hlavního města Horského Badachšánu, Chorogu, a skrz tuto autonomní oblast vede do kyrgyzského Oše.
Nejvyšší bod cesty se nachází v průsmyku Ak-Bajtal ve výši 4 655 m n. m. Silnice je většinou nezpevněná, silně poškozená zemětřeseními, erozemi a sesuvy. Poblíž tádžicko-čínsko-kyrgyzského trojmezí míjí velké jezero Karakul.